# Музей Кастро Museu do Açude
Музей Плотина (порт. Museu do Açude) одна из двух частей Музея Кастро в Рио-де-Жанейро, где представлена личная коллекция бразильского бизнесмена Раймундо де Кастро Майя. Находится по адресу Estrada do Açude, Alto da Boa Vista, 764.

## История
Дом, в котором находится музей, был приобретен отцом Кастро Майя в 1913 году. Раймундо де Кастро Майя реконструировал его в колониальном стиле в 20-х годах. Окруженный деревьями и парком музей стремился показать взаимодействие культуры и окружающей природы.

## Коллекция
В Музее Кастро (Museu do Açude) представлены изделия из фарфора, фаянса, плитка. Имеется богатая коллекция плитки работ испанских, французских, голландских и португальских мастеров XVII—XIX века. Особое место занимают скульптуры и изделия из фарфора, сделанные в Китае и Индии. Прикладное искусство представлено набором бразильской мебели.

## Интересные факты
В Бразилии Музей Museu do Açude получил известность благодаря сериалу Роке Santeiro, в котором главная героиня любила прогуливаться по саду, который окружает здание музея.